# Marcelo Tavares (futebolista)
Marcelo Vilas Boas Tavares ou simplesmente Marcelo Tavares (Santa Rosa de Viterbo, 30 de agosto de 1980) é um ex-futebolista brasileiro que atuava como zagueiro.
É considerado um dos melhores zagueiros do campeonato saudita que, além de suas habilidades na marcação, se destaca também como artilheiro.